# Centrorhynchus bengalensis
Centrorhynchus bengalensis är en hakmaskart som beskrevs av T.K. Datta och Soota 1954. Centrorhynchus bengalensis ingår i släktet Centrorhynchus och familjen Centrorhynchidae. Inga underarter finns listade i Catalogue of Life.